# San Juan de la Cistierna
San Juan de la Cistierna fue un lugar del municipio español de Soba, en la provincia de Santander.

## Historia
Hacia mediados del siglo XIX, el lugar, ya por entonces perteneciente al municipio de Soba, incluía en su término los barrios de Baolayiaga, Busta, La Cistierna, Santa María, La Pared y Volaiz. Aparece descrito en el noveno volumen del Diccionario geográfico-estadístico-histórico de España y sus posesiones de Ultramar de Pascual Madoz con las siguientes palabras:

JUAN DE LA CISTIERNA (san): l. y ant. concejo en la prov. y dióc. de Santander, part. jud. de Ramales, aud. terr. y c. g. de Burgos, ayunt. del valle de Soba. Se compone de los barrios de Bao-layiaga, Busta, la Cistierna, Sta. Maria, la Parez y Volaiz, los cuatro primeros se hallan colocados á la der. del. r. la Gandara, y falda O. de la cordillera de sierras que enlazándose por el punto de Landías en los Tornos, forma un como antemural del valle por la parte E., y concuye en la peña de Busta; dista un barrio de otro 1/4 de leg. de camino muy pendiente y mal cuidado; el de Volaiz, distante 1 leg. de los demas, y compuesto de 2 grandes casas con 4 vec,, está sit. debajo de la peña de Busta y sobre la márg. der. del indicado r. la Gandara, y el de la Parez, puesto ya fuera de los límites naturales del valle, junto al camino de Castilla á Laredo, y á la orilla izq. del arroyo llamado la Calera; consta de 4 casas inmediatas á la peña de Moro y á la de Busta, en cuya falda occidental se encuentra la memorable cueva de Copeñil, en que se encerraron 20 carlistas con un cañon de á 4, para impedir el paso de las tropas constitucionales cuando los movimientos de Ramales y Guardamino; la posicion de esta cueva es tal, que parece imposible pudiera un hombre subir sobre sus espaldas el referido cañon, atendida la aspereza y escabrosidad del camino, dificilísimo de trepar aun sin carga; la entrada forma una especie de arco semicircular de poca elevacion, su interior es bastante anchuroso, pero lleno de sinuosidades. El total de casas de los barrios enunciados, es de 40; el clima de todos ellos, benigno, con pocas escepciones. Hay escuela de primeras letras frecuentada por 25 niños que satisfacen al maestro una fan. de maiz cada mes, 2 ermitas, una en el barrio de Busta y la otra en el de Sta. Maria, y 2 ventas, una en Volaiz y otra en la Parez. La igl. parr. sit. en el de la Cistierna, está dedicada á San Juan Evangelista, y servida por un cura de presentacion del diocesano en patrimoniales; Confina N. el arroyo la Calera que le separa de Ramales. E. la cordillera de la Haya; S. Herada, y O. r. la Gandara. El terreno es medianamente fértil, aunque montuoso en su mayor parte, y le fertilizan algun tanto las aguas del r. y arroyos enunciados. Los caminos son locales escepto el de Castilla á Laredo. prod : trigo, maiz, algunas legumbres y buenos pastos; cria ganado vacuno, lanar y yeguar; caza mayor y menor y alguna pesca. ind.. 2 ferrerías y 2 molinos harineros, dedicándose los moradores á la conduccion de leña y fierro á estas fáb., y de ellas á Limpias. pobl. y contr. (V. el art. de ayuntamiento).
(Madoz, 1847, pp. 645-646)